# Copella carsevennensis
Copella carsevennensis es una especie de peces de la familia Lebiasinidae en el orden de los Characiformes.

## Morfología
Los machos pueden llegar alcanzar los 3,6 cm de longitud total.

## Reproducción
Los huevos son depositados sobre  hojas sumergidas y protegidos por los machos,  que los  oxigenan mientras dure la incubación.

## Alimentación
Come larvas de Ephemeropteras y  hormigas.

## Hábitat
Es un pez de agua dulce y de clima  tropical.

## Distribución geográfica
Se encuentran en Sudamérica: ríos costeros de las Guayanas y de Amapá (Brasil ).